# Мавритания (кораб)
„Мавритания“ (на английски: RMS Mauretania) е британски експресен четирикоминен трансатлантически океански лайнер, построен от Swan Hunter Ltd. и Wigham Richardson Ltd., и опериран от „Кунард Лайн“ в периода 1907 – 1935 г., най-известен с това, че държи рекорда за най-бърз лайнер в продължение на 20 години, който му дава привилегията да бъде носител на „Синята лента на Атлантика“ от 1909 г. до 1929 г. Пренася кралска поща на много от плаванията си, поради което получава престижното обозначение „RMS“ („кралски пощенски кораб“) пред името си.
„Мавритания“ е корабът-сестра на печално известната „Лузитания“. Строителството ѝ започва през лятото на 1904 г., като е кръстена от Ана Инес-Кер, херцогинята на Роксбург по онова време, след което е спусната на вода на 20 септември 1906 г. като най-големия кораб, построен някога – рекорд, който тя държи до спускането на вода на „Олимпик“ през октомври 1910 г. Макар и да сестринския кораб на „Лузитания“, и екстериорът ѝ, и интериорът ѝ са доста различни от тези на „Лузитания“ (екстериорът на „Лузитания“ е с по-модерен вид, като на яхта, докато този на „Мавритания“ е по-класически; в интериора на „Лузитания“ преобладават ярките цветове, а в този на „Мавритания“ – тъмните цветове, предимно махагоненият). Корабът, също като по-голямата ѝ сестра, е изключително революционен за времето си заради четирите му парни турбини на компанията Parsons, които я задвижват, позволявайки му да достига скорости от над 27 възела (или 50 km/h).
По време на тренировъчните си плавания през октомври 1907 г. лайнерът развива скорост от 25,73 възела (или 47,65 km/h). „Мавритания“ прави първото си плаване през ноември същата година от Ливърпул до Ню Йорк. В обратната посока поставя и рекорд за най-бързо преплаване на Атлантика в историята, макар и само в съответната посока, а през 1909 г., и в посока Северна Америка.
През Първата световна война лайнерът е използван като войскови транспорт и болничен кораб. Като войскови транспорт носи името „HMS Tuberose“ и е въоръжен с няколко шестинчови картечници. През 1919 г. продължава да извършва обичайните си плавания, като през 1921 г. избухва нефатален пожар на борда му, в резултат на който корабът е основно ремонтиран и преминава на течно гориво вместо на въглища. Въпреки това „Мавритания“ е по-бавна в сравнение с годините преди войната, в резултат на което през 1923 г. ѝ е направен втори ремонт, който се фокусира изцяло върху турбините ѝ, които са разглобени, почистени и ремонтирани, след които и монтирани обратно на лайнера.
През 1929 г. „Мавритания“ губи титлата си на най-бърз океански лайнер в полза на германския лайнер „Бремен“, като прави неуспешен опит да си върне титлата. По-късно същата година корабът се сблъсква с ферибот, като при инцидента няма нито жертви, нито ранени хора, а от 1930 г. нататък лайнерът започва да прави основно круизи в резултат на Голямата депресия, като през същата 1930 г. спасява 28 члена от екипажа на потъващия кораб „Овидия“. В резултат на новата ѝ роля на круизен кораб, през 1933 г. „Мавритания“ е преобзаведена и боядисана в бяло.
През 1934 г. океанският лайнер става част от флота на „Кунард-Уайт Стар Лайн“, след като „Кунард Лайн“ и „Уайт Стар Лайн“ се съгласяват да се обединят, с цел да избегнат почти сигурен фалит, породен от Голямата депресия, като „Кунард“ притежават 62 % от новосъздадената компания. По-късно същата година е взето решение „Мавритания“ да бъде извадена от експлоатация, в резултат на което тя прави едно последно трансатлантическо плаване през септември 1934 г., след което е бракувана и продадена за скрап на Metal Industries Ltd. в началото на 1935 г. Последното ѝ плаване изобщо е от Саутхамптън до Росайт, Шотландия, през юли 1935 г. Интересен факт за него е, че за да лайнерът достигне до крайната си дестинация, мачтите му трябва да бъдат скъсени, тъй като пътят му минава под моста Forth, който не е достатъчно висок, че той да може да мине под него без част от височината му да бъде отнета.
„Мавритания“ е изцяло утилизиран в Росайт в периода 1935 – 36 г.

## Коментари
1. ↑  Префикс (от на английски: Royal Mail Ship – Кралски пощенски кораб), приет във Великобритания през 1840 г. за обозначаване на плавателните съдове, имащи договор с Британската кралска поща.